# س. ويليس ديمون
س. ويليس ديمون (بالإنجليزية: C. Willis Damon) هو مهندس معماري أمريكي، ولد في 1850، وتوفي في 1916.